# Білий прапор

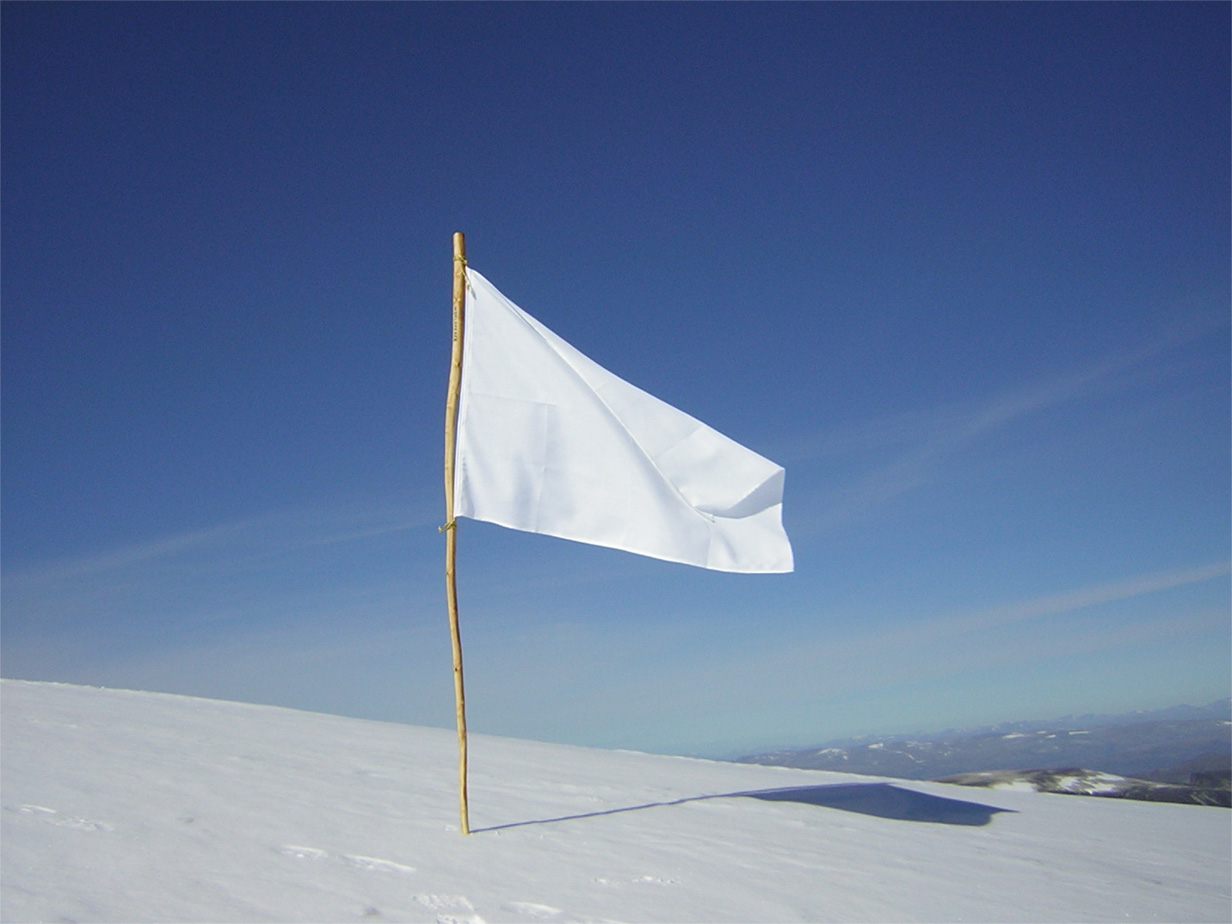
Білий прапор

Білий прапор (тобто полотнище, без будь-яких знаків і символів, що має на всій своїй площі виключно білий колір) протягом історії в різних частинах світу мав різне значення.

## Прапор тимчасового перемир'я або переговорів
Зараз білий прапор у міжнародних відносинах визнається як прохання або вимога про припинення військових дій, знак перемир'я або пропозиції переговорів. Також це і символ капітуляції, тобто беззастережної здачі на милість протиборчої сторони. Використання білого прапора передбачається Женевськими конвенціями.